# Rio Jordão
O rio Jordão (em hebraico:  נהר הירדן, nehar hayarden; em árabe: nahr al-urdun) é um rio do Médio Oriente com cerca de 250 km de extensão e que corre no sentido norte-sul. O rio Jordão tem grande importância religiosa, formando o talvegue do Vale do Jordão. A Jordânia faz fronteira com o rio a leste, enquanto a Cisjordânia e Israel fazem a oeste. Jordão significa aquele que desce ou também lugar onde se desce (bebedouro). Nascendo no norte de Israel pela confluência dos rios Hasbani e Dã e a uma altitude de 70 metros, o rio termina o seu percurso no Mar Morto, 416 metros abaixo do nível médio do mar.
As suas margens, em especial no troço de montante que transporta água doce, são muito aproveitadas para agricultura.

## Características
Nasce no norte de Israel, na encosta do monte Hérmon, na zona de Sde Nehemia, atravessa os lago Hulé e segue depois até ao mar da Galileia, para desaguar no mar Morto.
O rio tem profundidade máxima de 17 pés (5,2 m) e largura máxima de 60 pés (18 m). Na maior parte de seu curso o rio se encontra abaixo do nível do mar, chegando a 390 metros abaixo deste nível ao desembocar no Mar Morto.
A característica principal do rio Jordão é o seu progressivo aumento de salinidade à medida que avança para o mar Morto. De facto, penetra doce no Lago de Tiberíades, mas saliniza a partir daí até chegar ao mar Morto, que chega a ser 25% mais salino que o Grande Lago Salgado, nos Estados Unidos. A salinidade dos mares é, em média, de 3,5%, isto é, 35 partes por mil. Logo, a salinidade do mar Morto é perto de dez vezes maior que a média dos oceanos.
Atualmente, o Vale do Jordão constitui um significativo trecho da fronteira Israel-Jordânia e Palestina-Jordânia, constituindo um terço do território cisjordaniano. No seu trecho final, este rio corre entre margens desérticas.

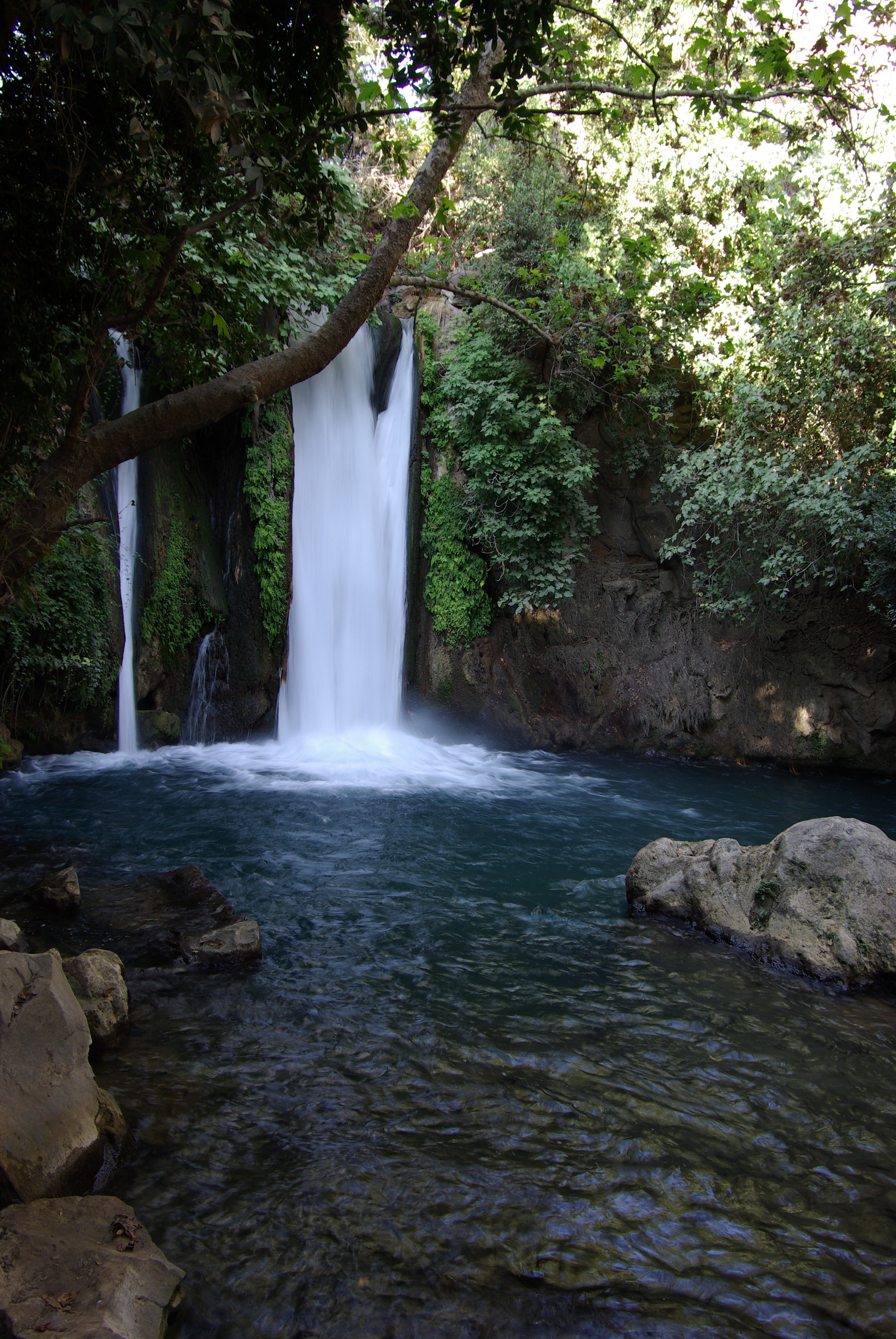
Rio Jordão
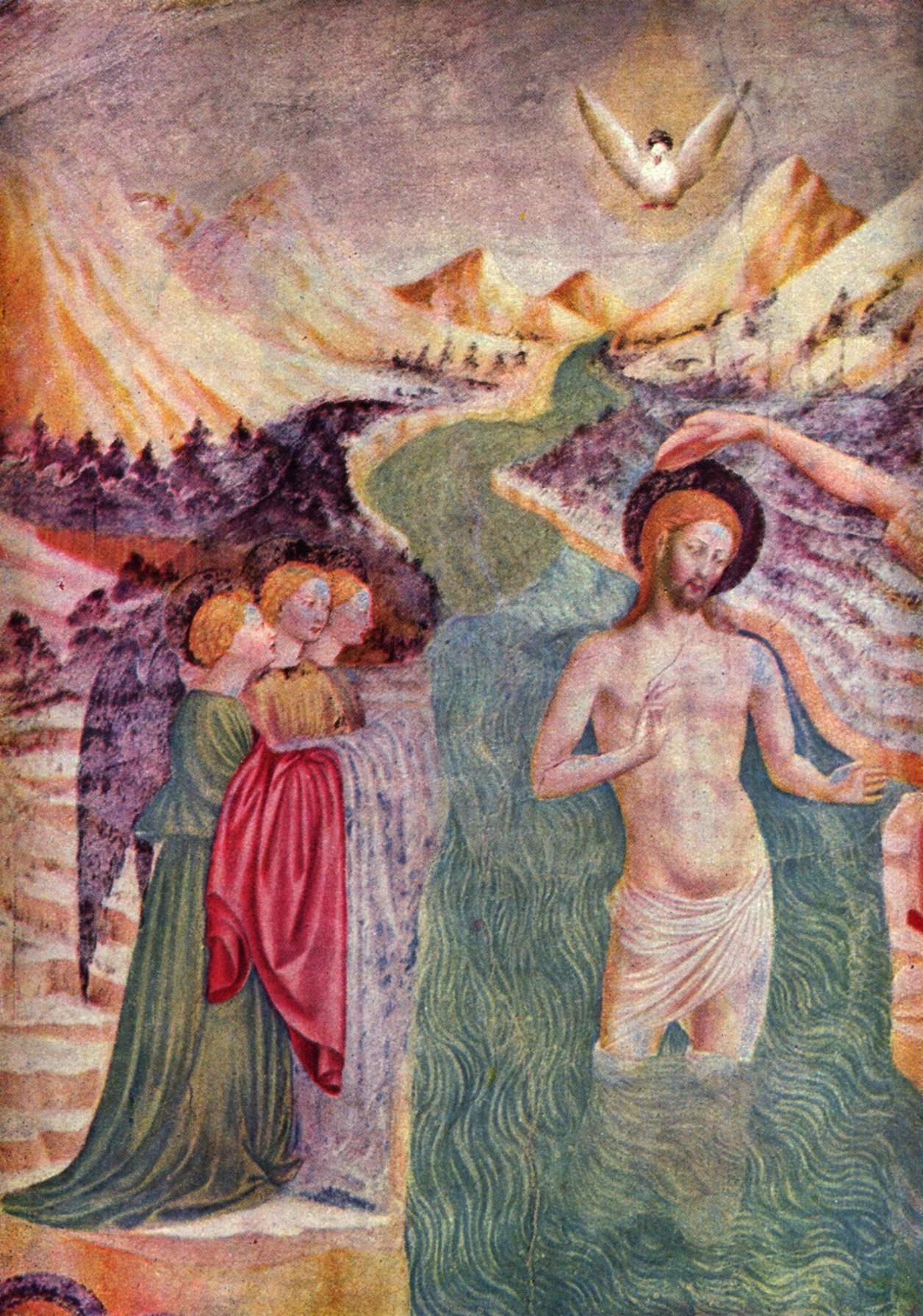
Baptismo de Jesus no Jordão numa pintura de 1435

### Afluentes

Curso do rio Jordão, com alguns afluentes

- Rio Hasbani ou Esnir, que nasce no Líbano e também recebe água do rio Uazani;
- Rio Dã;
- Rio Banias.

### Degradação ambiental
Devido ao intenso uso de suas águas para consumo humano e para atividades agrícolas, o rio teve sua vazão original reduzida em 90%. Além disso, os níveis de poluição são bastante elevados, especialmente após o mar da Galileia.

## Importância histórica
O rio Jordão foi cenário para diversas histórias da narrativa bíblica. Dado o grande alcance das religiões abraâmicas no mundo, o rio Jordão assume grande importância histórico-cultural. Segundo a narrativa bíblica, os israelitas atravessaram o rio a seco, segundo o Livro de Josué (3:17). Também foi atravessado a seco pelos profetas Elias e Eliseu. Por intermédio de Eliseu, segundo a Bíblia Hebraica, houve dois milagres no Jordão: a cura de Naamã, por ter mergulhado sete vezes no rio; e fez flutuar a cabeça de ferro de um machado (II Reis 5:14; II Reis 6:6). De acordo com os Evangelhos, São João Batista desenvolveu a sua pregação nas proximidades do Jordão, onde Jesus foi batizado e não terá sido longe daí que decorreu o período das suas tentações. Atualmente, o rio Jordão é uma das maiores fontes de água de Israel, Palestina e Jordânia.